# Faraos fem navne
Faraos Fem Navne var den navnestandard, der blev brugt af de gamle egyptiske konger, og de navne man kunne titulere Farao med. Navnene symboliserede jordisk magt og himmelsk vælde. De udgjorde også en slags programerklæring for kongens regentskab, (ikke så få gange blev et eller flere af navnene udskiftet i regeringsperioden).
Alle fem navne kom ikke i almindelig brug før under det Mellemste Rige. 

## Horus-navnet
| G5 |

Dette er den ældste form af Faraos navn. I til- og omtale blev Farao tituleret som "Horus".
Det var faraos vigtigste navn i den prædynastiske periode og indtil det 4. dynasti. Dette skyldes, at man troede at Farao var falkeguden Horus' jordiske inkarnation, og at efter sin død blev Farao forenet med sin himmelske inkarnation. Mange af de ældste kendte faraoner blev kun tituleret med deres Horus-navn.
Navnet blev skrevet i en serekh, et rektangel på hvilket der troner en falk. Den nedre del af rektanglet er dekoreret med en afbildning af kongepaladsets facade, mens den øvre del symboliserer hoffet eller hjemmet. På denne frie flade står Faraos navn i hieroglyffer.
I hvert fald en Farao, Seth-Peribsen fra det 2. dynati, brugte et billede af sjakal-guden Seth i stedet for Horus, måske på grund af en intern religionsstrid. Han blev efterfulgt af Khasekhemwy, som placerede både Seths og Horus' symboler over sit navn. Derefter var det altid Horus' billede, der blev brugt. 
Fra det 4. dynasti bliver horus-navnet ikke længere indskrevet i en serekh, men i stedet med vandret skrift, med horusfalken som begyndelse.
Omkring Mentuhotep II's tid mister horus-navnet meget af sin betydning; han havde allerede to horus-navne, og på Ramses II's tid var tallet steget til flere dusin.

## Nebti-navnet
| G16 |

Faraos "herskerinde- eller kvindelige" navn. Titlen var mere ordret "Herre af de To Fruer". Navnet var Faraos "kvindelige" navn. Det var associeret med gudinderne for Øvre og Nedre Egypten:
- Nekhbet, gudinde for Øvre Egypten, repræsenteret ved en grib, og
- Wadjet, gudinde for Nedre Egypten, repræsenteret ved en kobra.

Navnet blev først brugt under det 1. dynasti af Farao Semerkhet, selv om det først blev til en selvstændig titel så sent som under the 12. dynasti.
Dette navn blev ikke skrevet i en kartouche eller serekh, men begynder altid med billedet af gribben og kobraen.

## Guldnavnet
| G8 |

Også kendt som "Gyldne Horus", hvilket var titlen, der blev brugt. Titlen er fra oldtidens Egypten, der er kendetegnet ved at Horusfalken optræder siddende på eller ved siden af hieroglyffen for guld.
Denne titels betydning er omdiskuteret. En mening er, at den repræsenterer Horus' sejr over broderen Seth, da symbolet for guld kan tages i den betydning, at Horus var "sine fjender overlegen". Guld var også i de gamle Egypteres forståelse, stærkt sammenknyttet med begrebet evighed. Denne titel skulle måske således udtrykke faraonens evige Horus-navn.
Ligesom Nebti-navnet, blev Guldnavnet typisk ikke skrevet inden i en kartouche eller serekh. Det begynder altid med et billede af Horusfalken siddende på et billede af solen.

## Tronnavnet
| M23 | L2 |

Også kendt som Praenomen. Farao blev tituleret "Herre af Tagrøret og Bien". Faraos Tronnavn var det første af de to navne, der blev skrevet i kartoucher. Det blev sædvanligvis ledsaget af en af de to fraser: n-sw-bity, "Herre af Tagrøret og Bien" eller neb tawy, "Hersker over de To Lande", hvilket henførte til Nildalen og -deltaet. Dette navn indeholdt normalt solguden Ra's navn.
Denne titel trådte først frem i slutningen af 3. dynasti, og skulle senere blive den vigtigste af Faraos officielle titler.

## Fødenavnet
| G39 | N5 |

Også kendt som nomen. Farao blev tituleret som Ra's Søn.
I det gamle Egypten var fødenavnet det navn, som blev givet kronprinsen ved fødslen. Det blev repræsenteret ved et billede af en and, som var homonym for ordet søn, ved siden af et billede af solen som repræsenterede faderen, solguden Ra. Det blev først introduceret i det kongelige titelsæt af faraonerne fra det 4. dynasti. Ligesom Tronnavnet, blev dette navn skrevet i en kartouche.
Moderne historikere refererer typisk til de gamle egyptiske konger med dette navn, hvortil de sætter romertal, (f.eks. Thutmose II, III, IV osv.), for at adskille forkellige individer med samme navn.

## Eksempler på Faraos Fem Navne
I det Mellemste Rige, blev alle fem navne nogen gange skrevet i én kartouche, som i nedenstående eksempel fra Senuseret I's gravmæle i Beni Hassan.
Farao Thutmose III's Fem Navne, på oldegyptisk og dansk er som følger:
- Horus-navn: Kanakht Khaemwaset (Horus Mægtige Tyr, der Stiger op over Theben)
- Nebti-navn: Wahnesytmireempet (Herre af de To Fruer, Udholdende i Kongelighed som Ra i Himlen)
- Guldnavn:  Sekhempahtydsejerkhaw (Gyldne Horus Mægtig i Styrke, Helligste af Diademer)
- Tronnavn: Menkheperre (Herre af Tagrøret og Bien)
- Fødenavn: Thutmose Neferkheperu (Søn af Ra, Thutmose, Den Overmåde Velformede)